# Признайте меня виновным
«Призна́йте меня́ вино́вным» (англ. Find Me Guilty) — юридическая трагикомедия 2006 года, предпоследний фильм Сидни Люмета. В главных ролях снялись Вин Дизель и Питер Динклэйдж.
Премьерный показ фильма состоялся на международном Берлинском кинофестивале 16 февраля 2006 года. В США в ограниченном прокате картина вышла 17 марта 2006 года.
Теглайн фильма: «Иногда лучшим адвокатом может стать… гангстер».

## Сюжет
Судебная драма, основанная на реальных событиях, рассказывает о суде над мафиозным кланом Луккезе, ставшим в американской истории самым долгим судебным процессом, связанным с гангстерами. Воровская честь ещё никогда не была показана так оригинально, как в этой истории о гангстере Джеки по прозвищу «Толстый Джек». Отбывающий тюремное заключение Джеки вновь оказывается на суде вместе с другими членами клана Луккезе. Уволив адвоката, он решает взять свою защиту в собственные руки. Затянувшееся судебное разбирательство повергает суд и присяжных в полное недоумение, шок и смущение на долгих два года. Ведь Джек готов рассказать всё, чтобы помочь членам своей «семьи». И он помогает им, несмотря ни на что.

## В ролях
| Актёр            | Роль               |
| ---------------- | ------------------ |
| Вин Дизель       | Джеки Динорцио     |
| Питер Динклэйдж  | Бен Кландис        |
| Лайнус Роуч      | прокурор Шон Кирни |
| Рон Сильвер      | судья Файнстайн    |
| Ричард Портнов   | Макс Новардис      |
| Алекс Рокко      | Ник Калабрези      |
| Алекса Палладино | Марина Динорцио    |
| Аннабелла Шиорра | Белла Динорцио     |